# Els Decottenier
Els Decottenier (Zwevegem, 7 september 1968) is een wielrenner uit België.
In 1995 werd Decottenier Belgisch nationaal kampioen op de weg.
In 1998 en 1999 stond ze op het podium bij het Belgisch kampioenschap tijdrijden voor dames elite.